# ظفر احمد محمد
ظفر احمد محمد (انگلیسی: Zafar Ahmed Muhammad؛ زادهٔ ۱۰ ژوئیهٔ ۱۹۱۳) تیرانداز اهل عمان بود. وی در بازی‌های المپیک تابستانی ۱۹۵۶ و ۱۹۶۰ شرکت کرده‌است.